# Buddy Holly Center
Het Buddy Holly Center is een cultureel centrum in Lubbock (Texas), gewijd aan de rock-'n-rollzanger Buddy Holly in het bijzonder en de muziek uit Lubbock en het westen van Texas in het algemeen. Het gebouw waarin het is gehuisvest begon in 1928 als het plaatselijke depot van de spoorlijn Fort Worth and Denver South Plains. In 1996 kwam de stad Lubbock in het bezit van een aanzienlijke collectie objecten uit het erfgoed van Buddy Holly, en het jaar daarna kocht het dit voormalige treindepot. In 1999 werd het Buddy Holly Center geopend, dat diende als onderkomen van de recent verkregen Buddy Hollycollectie, en als vervanging voor het plaatselijke cultuurcentrum, dat in 1984 was gevestigd.
Het Buddy Holly Center heeft een permanente tentoonstelling van de collectie (met daarin objecten en documenten uit de jeugd en carrière van Holly), en is de locatie van de Texas Musicians Hall of Fame, de Lubbock Fine Arts Gallery, en nog drie andere galerijen voor beeldende kunst waarin reizende tentoonstellingen worden gehuisvest. In 2002 werd buiten de hoofdingang van het gebouw een sterk uitvergrote sculptuur van Holly's kenmerkende bril geplaatst, en in 2013 werd het gerestaureerde huis van Jerry Allison – drummer van Holly's band The Crickets – naar het terrein verplaatst en voor het publiek geopend.

## Geschiedenis

### Gebouw

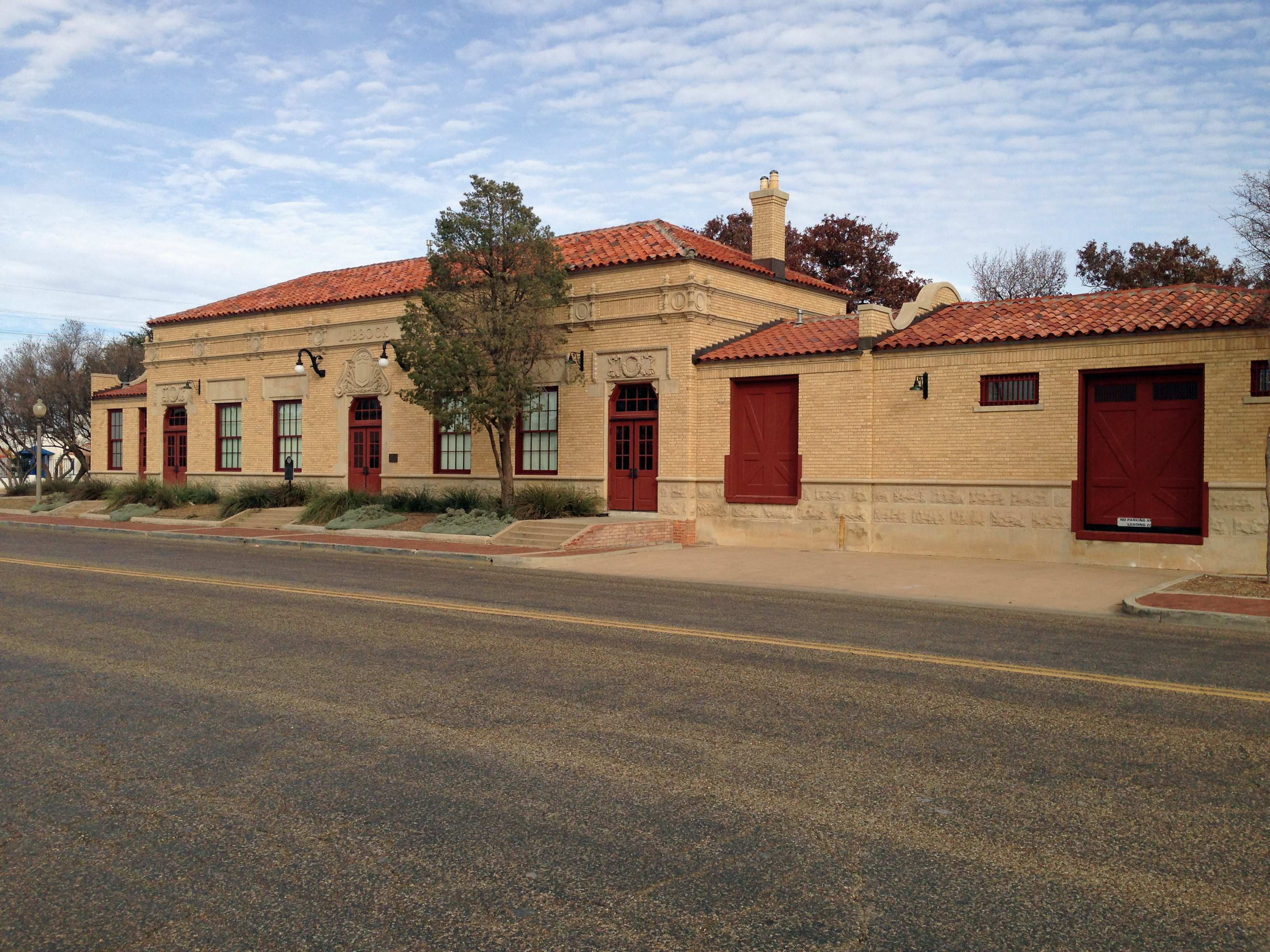
Het depotgebouw van de spoorlijn Fort Worth and Denver South Plains in 2013

Het gebouw van het Buddy Holly Center werd in 1928 geopend als Lubbocks spoordepot voor de spoorlijn Fort Worth and Denver South Plains. Het werd ontworpen door de architect Wyatt C. Hedrick uit Fort Worth, en qua uiterlijk gebaseerd op de Spaanse koloniale stijl. Het depot, dat de treindiensten van de stad voor zowel passagiers als vracht verzorgde, was het grootste van zijn soort op het Lubbock-Estelline-segment van de spoorlijn Fort Worth-Denver, wat op zijn beurt weer deel uitmaakte van de Burlington Route. Het depot was eerst een spoorwegstation, maar werd in 1953 gesloten, deels gestript voor bouwmaterialen en als opslagplaats gebruikt. In 1976 werd het heropend als het Depot Restaurant; dit wordt door de stad Lubbock gezien als 'een van de eerste succesvolle voorbeelden van herbestemming in de stad'. In 1979 werd het depot als eerste gebouw door de gemeenteraad van Lubbock tot historisch monument van de stad verkozen, en in 1990 werd het ook in het National Register of Historic Places opgenomen. Het restaurant sloot in 1997, en later dat jaar kocht de stad het gebouw op.

### Cultuurcentrum

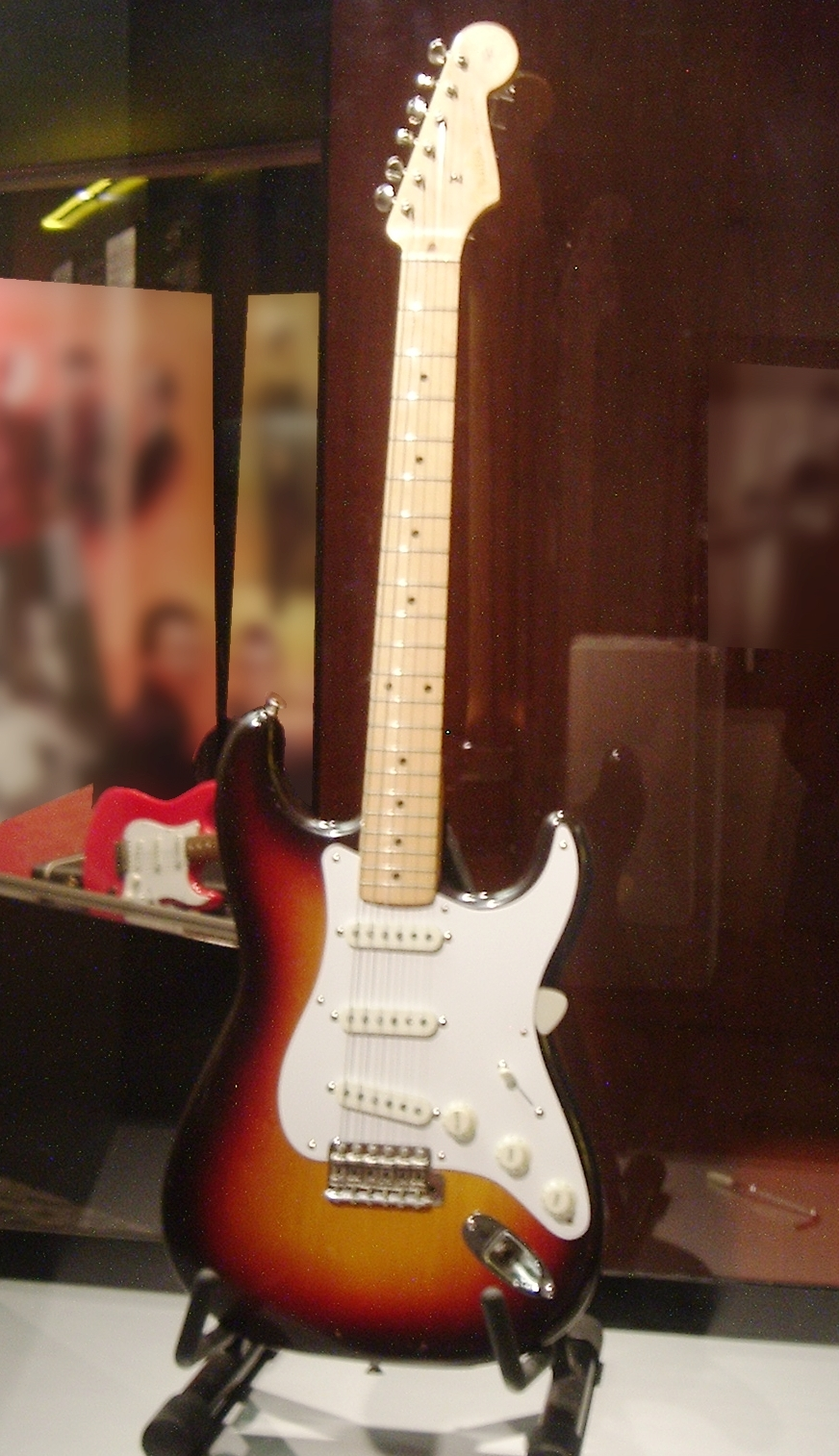
Tentoonstelling van Holly's Fender Stratocaster

In 1984 vestigde Lubbock een cultuurcentrum; hier werden succesvolle artistieke en populaire programma's georganiseerd, maar de huisvesting was 'een verouderd gebouw dat nooit voor museum- en galerijfuncties bedoeld was'. In 1996 verkreeg Lubbock een grote hoeveelheid objecten uit het erfgoed van Buddy Holly, en een jaar later kocht de stad het recent gesloten Depot Restaurant. Het gebouw werd gerestaureerd, gerenoveerd en uitgebreid, zodat het kon dienen als vervanging van het oude cultuurcentrum en het onderkomen van de Buddy Hollycollectie. Het depotgebouw werd naar zijn oorspronkelijke specificaties gerestaureerd, en hoewel de aanbouw grotendeels werd ontworpen om hier bij te passen, heeft het een fries met metalen decoraties in de vorm van de Fender Stratocaster, de iconische elektrische gitaar van Buddy Holly.
Het Buddy Holly Center, bedacht als een gemeentelijk centrum voor uitvoerende en beeldende kunst en een ode aan Buddy Holly en de muziek uit Lubbock en West-Texas, opende op 3 september 1999 – vier dagen voor de verjaardag van Holly. Naast de permanente tentoonstelling van de Buddy Hollycollectie (in een galerij met de vorm van een gitaar) heeft het gebouw nog andere dingen te bieden: De Texas Musicians Hall of Fame (waarin regelmatig tijdelijke tentoonstellingen over muzikanten uit West-Texas te vinden zijn), de Lubbock Fine Arts Gallery, en drie andere galerijen voor beeldende kunst die bedoeld zijn voor reizende tentoonstellingen.
In mei 2002 werd naast de hoofdingang een door Steve Teeters vervaardigde sculptuur van Holly's kenmerkende bril geplaatst. In 2010 onderging de westelijke vleugel van het gebouw een grote renovatie, waarbij deuren en ramen werden vervangen, het metselwerk aan de buitenkant van het gebouw opnieuw werd gevoegd, de vloeren, lichten en het schilderwerk van de galerijruimte werd vernieuwd, vrijstaande tentoonstellingsmuren werden verwijderd, zonweringen op ramen werden geplaatst om direct zonlicht op de museumstukken te vermijden, en een nieuwe permanente onderwijsruimte werd toegevoegd.
Het huis van Jerry Allison (drummer van The Crickets), dat eerder was gerestaureerd en op het terrein van het Buddy Holly Center was neergezet, opende op 7 september 2013 voor het eerst voor publiek. In dit huis, waar Allison en Holly een groot gedeelte van hun nummers schreven, worden rondleidingen gegeven.

## Collectie

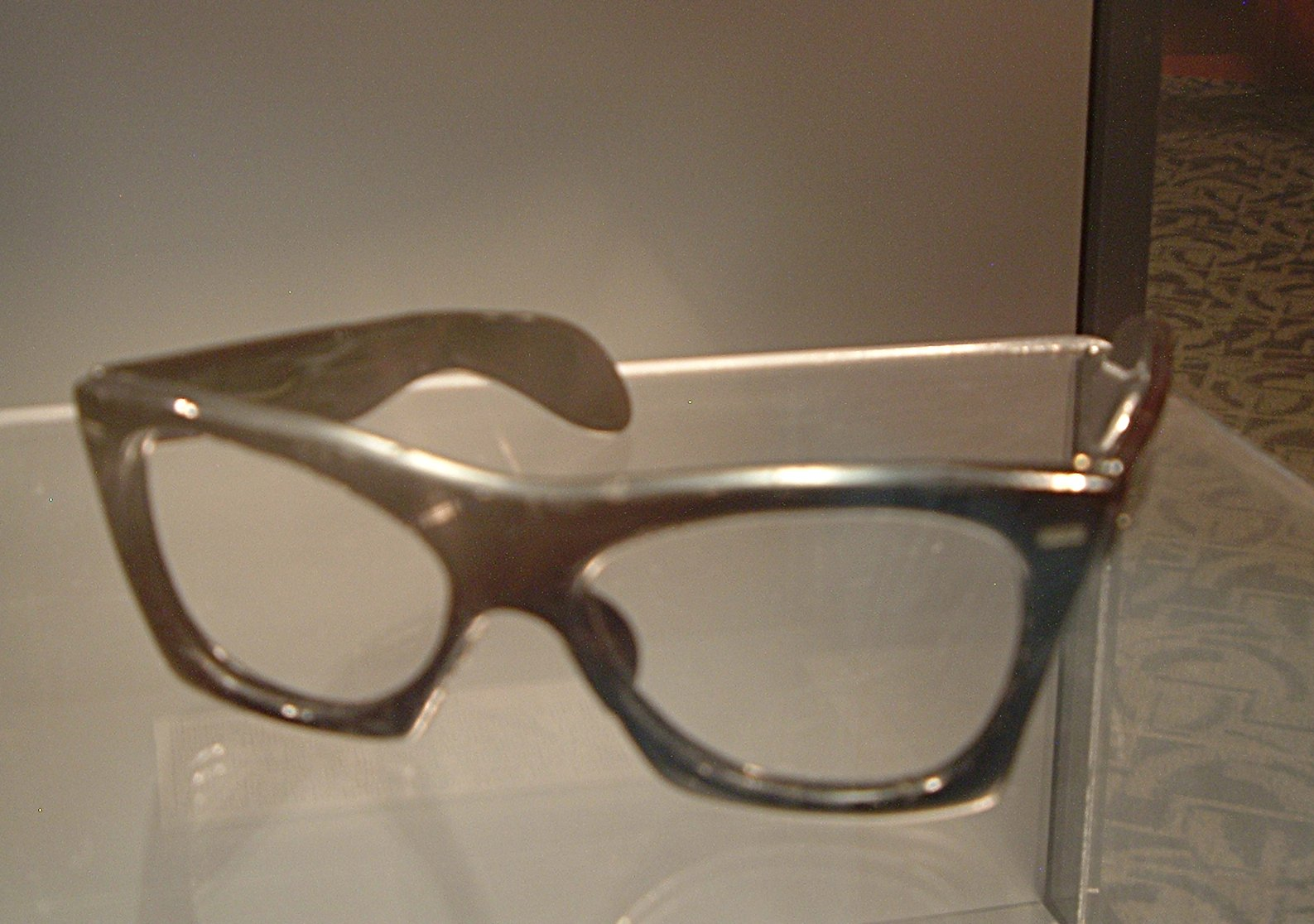
Tentoonstelling van de hoornen bril van Holly

De klapstukken van de Buddy Hollycollectie zijn de Fender Stratocaster die Buddy Holly tijdens zijn laatste concert bespeelde, en de bril die hij droeg toen hij overleed. Daarnaast bevat het nog veel andere objecten uit zijn carrière als professioneel muzikant, zoals een microfoon, kleding die hij tijdens optredens droeg, een door Holly zelf versierde gitaarband, en verschillende albums. Ook heeft de collectie een grote hoeveelheid (persoonlijke en commerciële) foto's, documenten (bijvoorbeeld ansichtkaarten), fanmail, originele tourneeplannen, en visitekaartjes. Een handgeschreven brief van Holly aan A.V. Bamford en een correspondentie met Decca Records zijn enkele voorbeelden van de talrijke brieven in de collectie. Diverse objecten en documenten uit de jeugd van Holly zijn ook in het Buddy Holly Center te bezichtigen; denk aan huiswerkopdrachten, een katapult, een leerbewerkingskit, en zijn persoonlijke collectie grammofoonplaten.
Ten slotte is er ook zijn Ariel Cyclone-motorfiets uit 1958, die voor langere tijd geleend wordt van de huidige eigenaar, George McMahan uit Lubbock. Na Holly's overlijden hadden onder andere de countrymuzikanten Waylon Jennings en Jessi Colter de motor tijdelijk in bezit, tot deze uiteindelijk werd geveild.

## Tentoonstellingen en evenementen

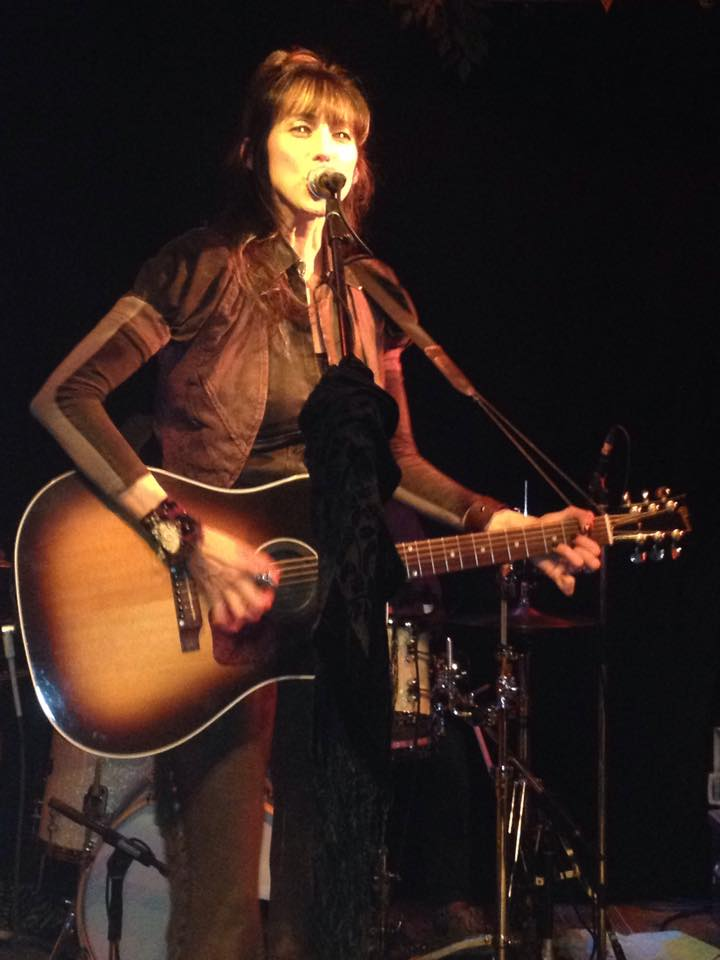
In augustus 2015 trad Patricia Vonne op in het Buddy Holly Center

Het Buddy Holly Center heeft verschillende tijdelijke tentoonstellingen gehuisvest, waaronder exposities van beeldende kunst met onderwerpen van onderwaterfotografie tot aquarellen uit kinderboeken.
In oktober 2014 hield Paul McCartney er een concert, waarbij hij ook over Holly's muzikale invloed op The Beatles vertelde. Daarnaast wordt op de binnenplaats (Meadows Courtyard) de jaarlijkse Summer Showcase Concert Series gehouden, met tussen mei en augustus gratis concerten van bands uit uiteenlopende muziekgenres, waaronder rock, rhythm-and-blues, funk, soul, metal en mariachi. In augustus 2015 speelde latin rock-muzikante Patricia Vonne ook in de Meadows Courtyard.
Op 3 februari, de dag waarop Holly, Ritchie Valens en J.P. "The Big Bopper" Richardson in een vliegtuigongeluk overleden ('The day the music died'), is toegang tot het Buddy Holly Center gratis, en zijn er gratis tramrondleidingen langs aan Holly gerelateerde locaties in Lubbock. Het Buddy Holly Center is ook op andere momenten tijdelijk gratis geweest, bijvoorbeeld vanwege zijn deelname in Lubbocks First Friday Art Trail (onder andere in augustus 2011 en mei en augustus 2015) en zijn 15-jarig jubileum in september 2014.
In het Buddy Holly Center zijn ook verschillende andere evenementen van de plaatselijke gemeenschap georganiseerd, waaronder workshops over draadtrekken, een muziek-, kunst- en toneelkamp voor kinderen tussen 8 en 12, en verschillende evenementen ter viering van de Dag van de Doden (een kunsttentoonstelling, een kunstworkshop voor gezinnen, en een concert van een Tex-mex-band).